# 라포엠
라포엠(LA POEM)은 테너 유채훈, 카운터테너 최성훈, 바리톤 정민성, 테너 박기훈으로 이루어진 대한민국의 남성 4중창 크로스오버 그룹이다. JTBC의 서바이벌 오디션 프로그램 팬텀싱어 3에서 우승을 차지하며 데뷔하였다. 팬텀싱어 시리즈 역대 최초로 정통 카운터테너를 포함한 전원 성악전공자로 구성되어 성악 어벤져스로 불린다.
멤버 모두가 강력하고 능력 있는 솔리스트들로 구성된 그룹으로서 카운터테너가 있어 남성 4중창 그룹이지만 혼성 그룹과 같은 느낌을 낼 수 있으며, 성악전공자들이지만 클래식 외의 다양한 장르를 소화하는 다채로운 소리로 폭넓은 음악적 스펙트럼을 보여줄 수 있다는 장점을 가지고 있다.
그룹명 라포엠(LA POEM)은 프랑스어로 보헤미안을 뜻하는 La Bohème과 영어로 시를 의미하는 Poem을 합친 이름이다. 자유로운 예술가로서 사람들의 마음속에 남을 한 편의 시와 같은 음악을 들려주자는 의미를 담았다.
2025년 1월 2일 박기훈이 활동 휴식기에 들어갔다. 2025년 3월 3일 드라마하우스스튜디오와 전속계약을 체결한 라포엠은 유채훈, 최성훈, 정민성으로 구성된 3인조로 활동을 이어가고 있다.
공식 팬덤명은 라뷰(La View)이며 라포엠의 시선이 머무는 곳에 팬이 있고 팬의 시선이 머무는 곳에 라포엠이 있다는 의미를 담고 있다. 2021년 크로스오버 그룹으로는 처음으로 공식 응원봉(라봉이)을 출시했다. 2025년 5월 28일 공식 유튜브 구독자 수 100,000명을 달성하여 유튜브 실버 크리에이터 어워즈를 받았다.

## 방송

### 2020년
- JTBC 팬텀싱어 3 [우승]
- JTBC 히든싱어 6 김원준편
- KBS2 불후의 명곡 김종국X터보편
- KBS1 열린음악회 (9/13, 12/13)
- KBS1 제81회 순국선열의 날 기념식
- MBC 문화콘서트 난장
- KBS1 2020 인생콘서트 누군가를 위한 노래

### 2021년
- JTBC 제35회 골든디스크어워즈
- EBS Space 공감
- YTN YTN뉴스
- JTBC 팬텀싱어 올스타전
- Mnet 킹덤:레전더리 워
- KBS1 2021 DMZ 콘서트
- MBC 특집 멈추지마 인디 뮤직 페스티벌
- MBC 곡성 힐링 음악여행
- KBS1 열린음악회 (6/27, 12/5)
- OBS 제6회 문학산 가을 음악회
- MBC 강변가요제 레전드
- MBC 2021 16th Seoul International Drama Awards
- MBC 문화콘서트 난장 in 담양
- MBC TV예술무대
- UBC 열린예술무대 뒤란
- KBS1 열린음악회 오페라 갈라랜드

### 2022년
- MBC TV예술무대
- KBS1 열린음악회 (4/10, 7/17, 10/23)
- JTBC 뜨거운씽어즈
- KBS2 불후의 명곡 레전드보이스편 [우승]
- KBS2 불후의 명곡 2022 상반기 왕중왕전
- KBS2 불후의 명곡 송골매편
- JTBC 뉴페스타
- JTBC 히든싱어 7 선미편
- JTBC 히든싱어 7 송가인편
- KBS2 홍김동전
- KBS2 서울 드라마 어워즈
- JTBC 히든싱어 7 엄정화편
- KBS2 불후의 명곡 국군의 날 특집
- KBS1 제4354주년 개천절 경축식
- JTBC 히든싱어 7 제시편
- JTBC 히든싱어 7 영탁편
- JTBC 히든싱어 7 김현식편
- JTBC 히든싱어 7 왕중왕전
- KBS1 2022 대한민국 나눔국민대상
- KBS2 제43회 청룡영화상 시상식
- MBC 문화콘서트 난장
- KBS1 새날마중

### 2023년
- KBS1 열린음악회 (1/8, 3/5, 5/7, 8/27, 10/8, 11.19, 12.24)
- KBS2 불후의 명곡 작사가 고 박건호편
- MBC 쇼! 음악중심
- JTBC 뉴스룸
- Mnet 엠카운트다운
- JTBC 최강야구 시즌 2
- KBS1 제63주년 4.19 혁명 기념식
- KBS2 불후의 명곡 뮤지컬배우 최정원편 [우승]
- JTBC K-909
- JTBC 팬텀싱어 4
- KBS2 불후의 명곡 힘내라 제복의 영웅들
- KBS2 불후의 명곡 상반기 왕중왕전
- KBS2 불후의 명곡 아티스트 김수철 편 [우승]
- KBS1 제50회 한국방송대상 시상식
- SBS 영웅들을 위한 노래 Song For Hero
- KBS2 불후의 명곡 오 마이 스타 특집 4 [우승]
- MBC TV 예술무대
- SBS 모닝와이드

### 2024년
- JTBC 제38회 골든디스크 어워즈
- KBS1 제105주년 3.1절 기념식
- KBS2 불후의 명곡 아티스트 조영남 편 [우승]
- KBS2 불후의 명곡 아티스트 동방신기편
- KBS1 열린음악회 (3/10, 4/28, 7/7, 9/15, 10/20)
- KBS2 뮤직뱅크
- MBC 쇼! 음악중심
- KBS2 서울페스타 2024 개막파티
- SBS 인기가요
- KBS2 불후의 명곡 신유&알고보니 혼수상태 편
- KBS2 김연자 더 글로리
- KBS2 불후의 명곡 명사 특집 김문정 편
- KBS1 파리 올림픽 기념 국민 대축제
- KBS2 불후의 명곡 상반기 왕중왕 전
- KBS1 2024 청년의 날 기념식
- KBS1 대한민국 나눔국민대상
- MBC LOVE 챌린지 2024
- KBS2 조수미 크리스마스 콘서트

### 2025년
- MBC 연기대상
- KBS2 불후의 명곡 배우 김해숙 편
- KBS2 불후의 명곡 3.1절 특집 [우승]
- KBS2 불후의 명곡 작사·작곡가 윤명선 편
- KBS2 불후의 명곡 2025 오 마이 스타 특집
- KBS1 열린음악회 (2/23, 3/16, 5/25, 7/13)
- KBS2 불후의 명곡 2025 상반기 왕중왕전
- KBS1 제77주년 제헌절 경축식
- KBS2 광복 80주년 서울시 기념 콘서트
- KBS2 K-POP SUPER LIVE (2025 보령 머드축제)

## 음반
- 팬텀싱어3 Episode.9 - Nelle Tue Mani, 샤이닝 (2020)
- 팬텀싱어3 Episode.10 - Mademoiselle Hyde, The Rose (2020)
- 불후의 명곡(김종국X터보 편 1부) - 별, 바람, 햇살 그리고 사랑 (2020)
- SCENE#1 (2020)
- 팬텀싱어 올스타전 Episode.2 - 한숨 (2021)
- 팬텀싱어 올스타전 Episode.3 - Joke’s On You (2021)
- 팬텀싱어 올스타전 Episode.7 - Rolling in the Deep (2021)
- 빈센조 OST Part.4 - Lacrimosa (2021)
- 팬텀싱어 올스타전 Episode.10 - 잊지 말아요 (2021)
- Trilogy Ⅰ. Dolore (2021)
- Trilogy Ⅱ. Speranza (2021)
- Eclipse (Trilogy Ⅲ. Vincere) (2021)
- ATEEZ(에이티즈)[ZERO : FEVER EPILOGUE] - Answer(Ode to Joy) Feat. LA POEM (2021)
- 월하연가(月下戀歌) LP (2022)
- 뉴페스타 Episode.11 - 이별택시 (2022)
- 히든싱어 7 Episode.2 - 보라빛 밤 (2022)
- 히든싱어 7 Episode.4 - 월하가약 (2022)
- THE WAR (2022)
- The Alchemist (2023)
- 메이플스토리 OST : NEW AGE Concert Album - 신의 아이(Child of God), Dawn (2023)
- 시·詩·POEM (2023)
- 시·詩·POEM LP (2024)
- MIRROR (2024)
- 불후의 명곡(작사 & 작곡가 윤명선 편 2부) - 인생찬가 (2025)
- 웹툰 '귀혼' OST Part. 1 - 심판의 날 (2025)

## 공연
- 팬텀싱어3 콘서트 (2020)
- 러브 포엠 (2020)
- 국내 투어 콘서트 SCENE#1 (2021)
- 팬텀싱어 올스타전 : 갈라 콘체르토 (2021)
- falling in LA POEM (2021)
- Serenade of LA POEM (2021)
- Winter Story Series (2021)
- 국내 투어 콘서트 ECLIPSE (2022)
- 2022 SOMEDAY THEATRE CANTABILE (2022)
- WONDERLAND FESTIVAL 2022 (2022)
- LA POEM 1st FAN MEETING 라포엠 비전 선포식 (2022)
- 리슨어게인 페스티벌 2022 (2022)
- 라포엠과 함께하는 세계가곡의 밤 (2022)
- 국내 투어 콘서트 The Alchemist (2023)
- 메이플 스토리 2023 Summer 쇼케이스 <NEW AGE> (2023)
- 2023 현대카드 다빈치모텔 (2023)
- 라포엠 OST 콘서트 '여름밤의 라라랜드' (2023~2025)
- LA POEM SYMPHONY (2022~2024)
- 해외 투어 콘서트 LA POEM USA TOUR (2024)

1. ↑  최혜진 (2025년 3월 4일). “라포엠, 드라마하우스스튜디오서 새 출발..박기훈 휴식→3인조로 활동 [공식]”. 스타뉴스. 2025년 6월 9일에 확인함.